# Truganinia bauerae
Truganinia bauerae är en insektsart som beskrevs av Kenneth Hedley Lewis Key 1991. Truganinia bauerae ingår i släktet Truganinia och familjen gräshoppor. Inga underarter finns listade i Catalogue of Life.